# Alexandru Țăruș

a Compétitions nationales et continentales officielles uniquement.

b Matchs officiels uniquement.
Dernière mise à jour le 18 mars 2025.
Alexandru Țăruș, né le 9 mai 1989, est un joueur roumain de rugby à XV qui évolue au poste de pilier.

## Biographie
Alexandru Țăruș débute le rugby au sein du RC Brașov, avant de rejoindre le CS Metrorex, avec qui il remporte le titre national junior. Dans la foulée, il est incorporé dans l'équipe de Roumanie des moins de 20 ans, avec qui il remporte le championnat d'Europe de rugby à XV des moins de 20 ans en 2008, et se qualifie au trophée mondial de rugby à XV des moins de 20 ans 2009 qui se tient au Kenya. Il passe ensuite professionnel au sein du CSU Arad (en). Lors de sa saison à Arad, il est mis à disposition du Bucarest Rugby, franchise roumaine qui évolue en Challenge Cup, mais ne peut jouer de match la faute à une blessure.
En 2011, il rejoint le SCM Timișoara. Dès sa première saison au club, il remporte la Coupe de Roumanie, avant de remporter un premier titre national en 2012. En 2013, il est appelé pour la première fois en équipe de Roumanie, lors de la  Coupe des Nations 2013. 
Pour la saison 2013-2014, il est de nouveau mis à disposition du Bucarest Rugby, et joue les six rencontres de Challenge Cup de la franchise. L'été 2014, il est de nouveau appelé en sélection roumaine, puis commence à être appelé plus régulièrement en 2015. Il fait même partie de la sélection pour la coupe du monde qui se dispute en Angleterre. Il y joue deux matchs, entrant en jeu face à l'Irlande et au Canada. 
Sa prestation en coupe du monde attire les regards de l'étranger sur lui. Il rejoint ainsi en 2016 l'AS Béziers, après avoir remporté un dernier titre avec Timișoara, à l'occasion de la Coupe de Roumanie 2016. 
Lors de sa saison en France, il joue 11 matchs avec Béziers. Il s'impose aussi en sélection, jouant les 5 matchs du titre roumain en championnat d'Europe 2017. Après cela, il part en Angleterre rejoindre les Sale Sharks. Il porte le maillot des Sharks à 28 reprises en deux reprises, mais reste surtout une solution de remplacement (10 titularisations). 
En 2019, il signe ainsi en faveur de la franchise italienne des Zebre. Il reste deux saisons en Italie, mais dispose de peu de temps (seulement 16 rencontres disputées, dont 7 comme titulaire). Il quitte alors le club. Contacté par plusieurs clubs anglais, il choisit de revenir finalement en France, en rejoignant le Rouen Normandie rugby, sur les conseils de ses compatriotes Marius Tincu et Marian Tudori, anciens joueurs du club.

## Palmarès
- Championnat de Roumanie junior
- Championnat d'Europe de rugby à XV des moins de 20 ans 2008
- Coupe de Roumanie de rugby à XV 2011, 2014, 2015, 2016
- Championnat de Roumanie de rugby à XV 2012, 2013, 2015
- Coupe des nations de rugby à XV 2013, 2016
- Championnat d'Europe des nations 2017

## Statistiques

### En sélection
| Année | Compétition       | Matchs | Points | Essais | Transf. | Drops | Pénal. |
| ----- | ----------------- | ------ | ------ | ------ | ------- | ----- | ------ |
| 2013  | Coupe des nations | 1      | -      | -      | -       | -     | -      |
| 2014  | Coupe des nations | 3      | -      | -      | -       | -     | -      |
| 2015  | CEN D1 2014-2016  | 3      | -      | -      | -       | -     | -      |
| 2015  | Coupe du monde    | 2      | -      | -      | -       | -     | -      |
| 2016  | CEN D1 2014-2016  | 1      | -      | -      | -       | -     | -      |
| 2016  | Coupe des nations | 3      | -      | -      | -       | -     | -      |
| 2016  | Test              | 3      | -      | -      | -       | -     | -      |
| 2017  | REC               | 5      | -      | -      | -       | -     | -      |
| 2017  | Test              | 3      | -      | -      | -       | -     | -      |
| 2018  | REC               | 5      | -      | -      | -       | -     | -      |
| 2018  | Test              | 1      | -      | -      | -       | -     | -      |
| 2019  | REC               | 3      | -      | -      | -       | -     | -      |
| 2020  | REC               | 2      | -      | -      | -       | -     | -      |
| 2021  | REC               | 3      | -      | -      | -       | -     | -      |
| 2021  | Test              | 1      | -      | -      | -       | -     | -      |
| 2022  | REC               | 3      | -      | -      | -       | -     | -      |
| Total | Total             | 42     | -      | -      | -       | -     | -      |